# Upper Darby
Upper Darby Township, afgekort tot Upper Darby, is een plaats (Township) in de Amerikaanse staat Pennsylvania en valt bestuurlijk gezien onder Delaware County. De plaats ligt aan de grens van de stad Philadelphia.

## Geschiedenis
Voor de komst van de Europeanen werd het gebied waar later Upper Darby werd gebouwd bewoond door een inheemse stam van de Lenni-Lenape. Door mazelen- en pokkenepidemieën namen hun aantallen in het gebied drastisch af. De eerste kolonisten in 1653 waren afkomstig uit Zweden, maar twee jaar later werd Nieuw-Zweden veroverd door Nieuw-Nederland. Het duurde nog niet eens tien voor het gebied in 1664 in de handen van de Engelsen kwam. In 1681 schonk de Engelse koning Pennsylvania aan William Penn en werd het gebied van Upper Darby aangewezen als onderdeel van de  gemeente Darby Township. In 1789 werd bij het trekken van de countygrenzen Upper Darby afsneden van Darby Township.

## Transport en vervoer
In Upper Darby is het metrostation 69th Street Transportation Center gevestigd dat onderdeel is van Market-Frankford Line.

## Bezienswaardigheden
- Lower Swedish Cabin
- Tower Theater

## Bekende inwoners
- Joe Burke (1884-1950), componist
- Masoumeh Ebtekar (1960), Iraans minister
- Tina Fey (1970), actrice, comédienne en schrijfster
- Jamie Kennedy (1970), acteur
- Todd Rundgren (1948), muzikant